# Fiesta de Nuestra Señora del Cébrano

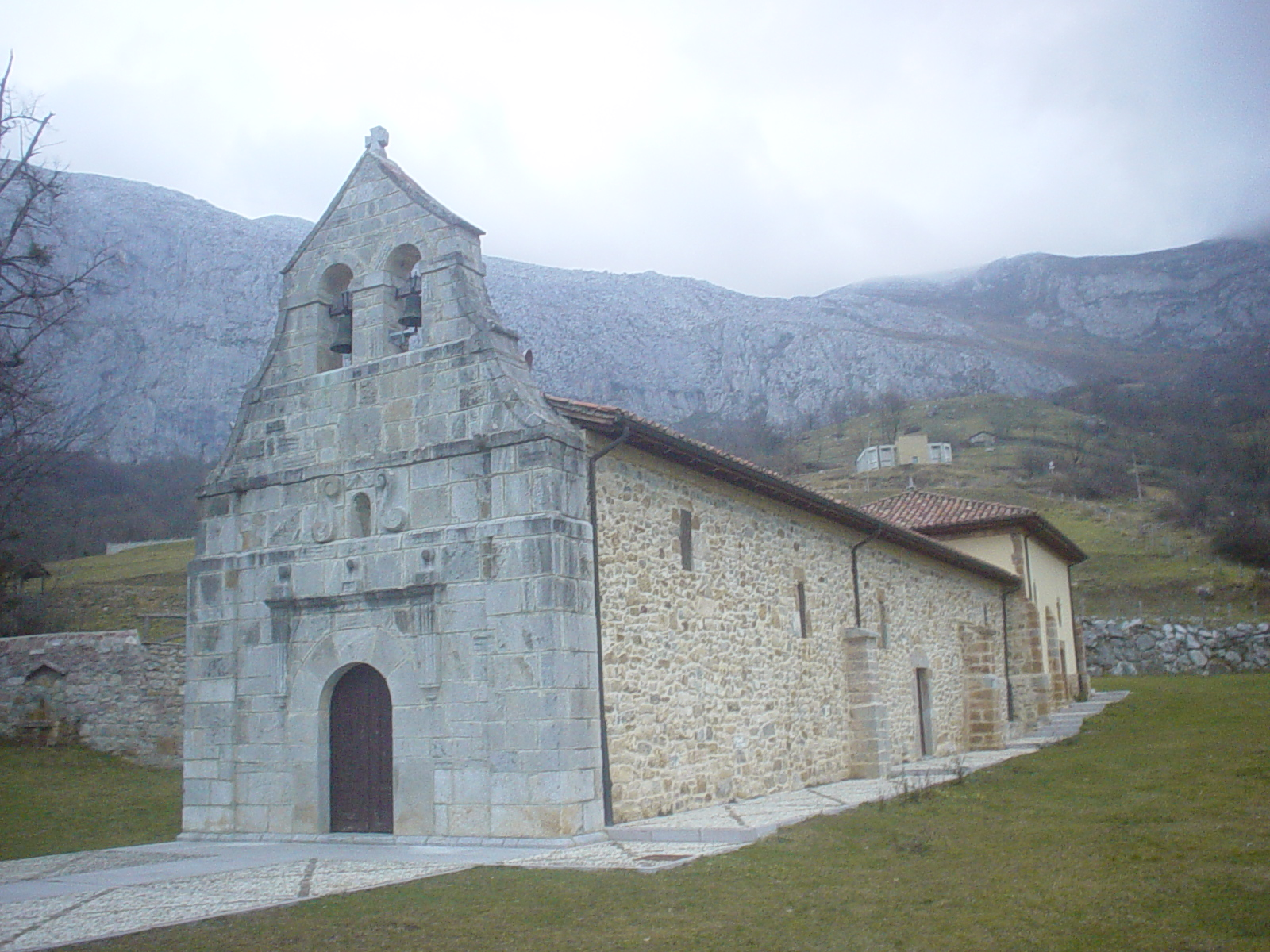
Capilla de Nuestra Señora del Cébrano.

La fiesta de Nuestra Señora del Cébrano se celebra el día 15 de agosto en el pueblo de Carrea en el concejo asturiano de Teverga.
La Virgen es la patrona del concejo y tiene su imagen situada en la capilla de este pequeño pueblo. La fiesta consiste en una jira a la ermita con una romería popular. 
- Datos: Q5861678